# Zombrus antennalis
Zombrus antennalis är en stekelart som beskrevs av Szepligeti 1914. Zombrus antennalis ingår i släktet Zombrus och familjen bracksteklar. Inga underarter finns listade i Catalogue of Life.